# 전북특별자치도의 민속문화재
전북특별자치도의 민속문화재는 지방민속문화재 중에서 전북특별자치도 내에 있는 문화재를 의미한다.

## 지정목록
| 번호 | 사진 | 명칭                                | 소재지                                   | 관리자 (단체)    | 지정일                                                                       | 참조 |
| 1호  |      | 의견비 (義犬碑)                     | 전북 임실군 오수면 오수리 322            | 임실군           | 1972년 12월 2일 지정                                                         |      |
| 2호. |      | 익산기세배 (益山旗歲拜)             | 전북 익산시 금마면 동고도리 631          | 고도리           | 1972년 12월 2일 지정, 2000년 11월 24일 해제, 전북 무형문화재 제25호로 재지정 |      |
| 3호  |      | 무등리입석 (無登里立石)             | 전북 완주군 봉동읍 제내리 360-3          | 입석마을         | 1973년 6월 23일 지정                                                         |      |
| 4호  |      | 태인신잠선생영상 (泰仁申潛先生影像) | 전북 정읍시 태인면 태창리 425            | 정읍시           | 1973년 6월 23일 지정                                                         |      |
| 5호  |      | 선국사대북 (善國寺대북)             | 전북 남원시 산곡동 419                   | 선국사           | 1974년 9월 27일 지정                                                         |      |
| 6호  |      | 보안입석 (保安立石)                 | 전북 부안군 보안면 상립석리 산35         | 부안군           | 1974년 9월 27일 지정                                                         |      |
| 7호  |      | 월촌입석 (月村立石)                 | 전북 김제시 입석동 417-1                 | 김제시           | 1974년 9월 27일 지정                                                         |      |
| 8호  |      | 학인당 (學忍堂)                     | 전북 전주시 완산구 교동 105-4번지        | 백광제           | 1976년 4월 2일 지정                                                          |      |
| 9호  |      | 대원사목각사자상                    | 전북 완주군 구이면 원기리                | 대원사           | 1976년 4월 2일 지정, 1990년 6월 30일 해제, 도난으로 인해 지정 해제           |      |
| 10호 |      | 벽골제쌍룡놀이 (碧骨堤雙龍놀이)     | 전북 김제시 일원                         | 김제시           | 1976년 4월 2일 지정                                                          |      |
| 11호 |      | 장화리쌀뒤주 (長華里쌀뒤주)         | 전북 김제시 장화동 210-1                 | 정종수           | 1976년 4월 2일 지정                                                          |      |
| 12호 |      | 이웅재고가 (李雄宰古家)             | 전북 임실군 오수면 둔덕리 456-1          | 이웅재           | 1977년 12월 31일 지정                                                        |      |
| 13호 |      | 남근석 (男根石)                     | 전북 정읍시 칠보면 백암리 1095           | 정읍시           | 1977년 12월 31일 지정                                                        |      |
| 14호 |      | 산동리남근석 (山東里男根石)         | 전북 순창군 팔덕면 산동리 452            | 윤홍섭           | 1979년 12월 27일 지정                                                        |      |
| 15호 |      | 창덕리남근석 (昌德里男根石)         | 전북 순창군 팔덕면 창덕리 161            | 조병태           | 1979년 12월 27일 지정                                                        |      |
| 16호 |      | 주천석장승 (朱川石長栍)             | 전북 남원시 주천면 호기리 산63           | 유동섭           | 1979년 12월 27일 지정                                                        |      |
| 17호 |      | 쌍조석간 (雙鳥石竿)                 | 전북 부안군 계화면 대벌리 413            | 대벌리부락       | 1983년 8월 24일 지정                                                         |      |
| 18호 |      | 남문안당산 (男門안堂山)             | 전북 부안군 부안읍 동중리 84-4           | 부안군           | 1985년 8월 16일 지정                                                         |      |
| 19호 |      | 돌모산당산 (乭母山堂山)             | 전북 부안군 부안읍 내료리 석제마을 723-1 | 부안군           | 1985년 8월 16일 지정                                                         |      |
| 20호 |      | 죽림리석장승 (竹林里石長栍)         | 전북 부안군 백산면 죽림리 공최마을573    | 부안군           | 1985년 8월 16일 지정                                                         |      |
| 21호 |      | 장재영가옥 (張在英家屋)             | 전북 장수군 번암면 노단리 1095-1         | 장재영           | 1986년 9월 8일 지정                                                          |      |
| 22호 |      | 권희문가옥 (權熙文家屋)             | 전북 장수군 산서면 오산리 177-1          | 권희문           | 1986년 9월 8일 지정                                                          |      |
| 23호 |      | 김안균 가옥 (金晏均 家屋)           | 전북 익산시 함라면 함열리 457            | 김안균           | 1986년 9월 8일 지정, 2019년 3월 11일 해제, 국가민속문화재 297호로 승격       |      |
| 24호 |      | 채원병가옥 (蔡元秉家屋)             | 전북 군산시 성산면 고봉리 134            | 채원병           | 1986년 9월 8일 지정                                                          |      |
| 25호 |      | 황윤석생가 (黃胤錫生家)             | 전북 고창군 성내면 조동리 353            | 황병관           | 1986년 9월 9일 지정                                                          |      |
| 26호 |      | 예종대왕태실및비 (睿宗大王胎室및碑) | 전북 전주시 완산구 풍남동3가 102         | 전주시           | 1986년 9월 8일 지정                                                          |      |
| 27호 |      | 교룡산성승장동인 (蛟龍山城僧將銅印) | 전북 남원시 용정동 419                   | 선국사           | 1986년 9월 8일 지정                                                          |      |
| 28호 |      | 남원석돈 (南原石墩)                 | 전북 남원시 하정동 189                   | 남원우체국       | 1992년 6월 20일 지정                                                         |      |
| 29호 |      | 김정회고가 (金正會古家)             | 전북 고창군 고창읍 도산리 151            | 김경식           | 1993년 8월 31일 지정                                                         |      |
| 30호 |      | 월천리석장승 (月川里石長栍)         | 전북 부안군 보안면 월천리 86             | 정태인           | 1995년 6월 20일 지정                                                         |      |
| 31호 |      | 사곡리남근석 (沙谷里 男根石)        | 전북 임실군 덕치면 사곡리                | 자경마을         | 1998년 1월 9일 지정                                                          |      |
| 32호 |      | 사내리 당산 (沙乃里 堂山)           | 전북 고창군 성송면 사내리 12             | 사내마을(이병삼) | 1999년 7월 9일 지정                                                          |      |
| 33호 |      | 오영순가옥 (吳永順家屋)             | 전북 김제시 복죽동 360                   | .                | 1999년 11월 19일 지정                                                        |      |
| 34호 |      | 창원정씨종가 (昌原丁氏宗家)         | 전북 장수군 산서면 사계리 580-1          | .                | 1999년 11월 19일 지정                                                        |      |
| 35호 |      | 덕치리초가 (德峙里草家)             | 전북 남원시 주천면 덕치리 387            | .                | 2000년 6월 23일 지정                                                         |      |
| 36호 |      | 백운면의물레방아 (白雲面의물레방아) | 전북 진안군 백운면 운교리 976-2          | 전송훈           | 2002년 4월 6일 지정                                                          |      |
| 37호 |      | 이배원 가옥 (李培源 家屋)           | 전북 익산시                              | 익산시(익산시장) | 2012년 11월 2일 지정                                                         |      |